# 로만 블라소프
로만 안드레예비치 블라소프(러시아어: Рома́н Андре́евич Вла́сов, 1990년 10월 6일~)는 러시아의 레슬링 선수이다. 2012년 하계 올림픽과 2016년 하계 올림픽 그레코로만형 레슬링 종목에서 우승을 차지했다.